# Adjungiertes Merkmal
Adjungiertes Merkmal (lat. adiungere = „hinzufügen“) ist ein von Noam Chomsky geprägter Begriff für bestimmte Merkmale sprachlicher Zeichen. Diese Merkmale sind für die Unterscheidung eines Zeichens von einem anderen oder für dessen Verständnis unerheblich. Sie sind nicht distinktiv, sondern redundant, das heißt überflüssig.

## Beispiele
Unter anderem im Deutschen und Englischen werden stimmlose Plosive (Verschlusslaute) – wie [⁠p⁠], [⁠t⁠] oder [⁠k⁠] – in bestimmten Positionen stets aspiriert. Allerdings unterscheidet die Aspiration, das heißt der Lufthauch nach dem Plosiv, keine zwei Laute voneinander. Es ist in diesen beiden Sprachen zwar gängig, für die Wortbedeutung jedoch irrelevant, ob ein stimmloser Plosiv aspiriert wird oder nicht. Die Aspiration ist also ein adjungiertes Merkmal, das die Unterscheidung stimmhafter von stimmlosen Plosiven erleichtert, die aber nicht allein davon abhängt. In anderen Sprachen, wie beispielsweise im Koreanischen, Thailändischen oder im Sindhi, kann die Aspiration allein zwei Wörter voneinander unterscheiden.